# Gross Friedrichsburg

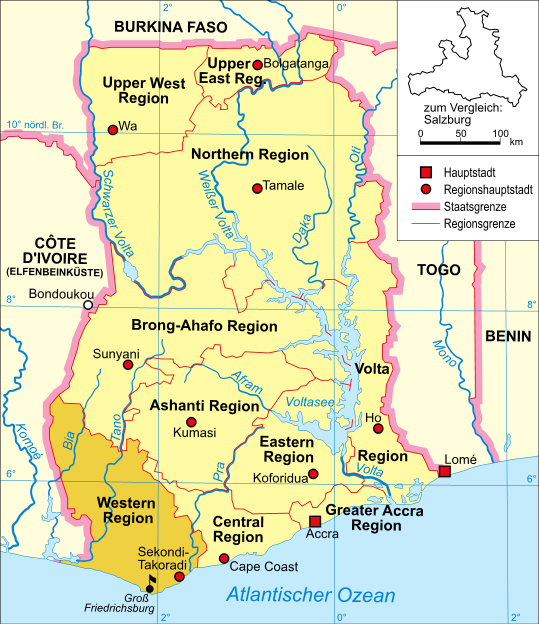
Gross Friedrichsburgs läge på Guldkusten i dagens Ghana.

Gross Friedrichsburg eller Brandenburgska guldkusten var en koloni på Guldkusten i Västafrika tillhörande Brandenburg-Preussen. Kolonin existerade från år 1682 till 1720, då Fredrik Vilhelm I av Preussen sålde den till Republiken Förenade Nederländerna för 7 200 dukater. Området är idag en del av Ghana.  

## Kolonins historia

### Bakgrund
Fredrik Vilhelm I av Brandenburg gifte sig år 1646 med Louise Henriette av Oranien. Han uppehöll sig vid detta tillfälle en längre tid i Haag och lärde där känna Nederländernas sjö- och kolonialväsen. Till följd av dessa intryck gjorde upp han planen på ett tyskt ostindiskt kompani och till en flotta. Svårigheterna var dock många och först 1657 kunde han kalla överste Johann von Hille till Königsberg för att bygga en liten eskader i Pillaus hamn. Den första brandenburgsk-preussiska flottan bestod av tre skepp. Den växte dock inom kort och kunde 1658-60 delta i det svensk-polska kriget.
Efter freden i Oliva reducerades flottan, men fick sedan ett kraftigt lyft genom holländaren Benjamin Raule, som blev den drivande kraften i det brandenburgska sjö- och kolonialväsendet. När svenskarna år 1674 inföll i Mark Brandenburg erbjöd sig Raule att under brandenburgsk flagga bekriga svenskarna till sjöss. Kurfursten gick med på förslaget och Raule inledde ett kaparkrig. Skeppsarrendekontrakten förnyades. Raule steg till rangen av skeppsdirektör och senare till generaldirektör för marinen. Hans företag utvidgades, dock ännu med egna privata fartyg. Först 1684 kände sig kurfursten tillräckligt fri och mäktig att, mot sitt råds avstyrkande, stärka sin krigsflotta med nio skepp med totalt 176 kanoner som han köpte av Raule. Den brandenburgska handeln och kolonisationen hade nu utvecklat sig till den grad att den behövde skyddet av en flotta. Erövringen av en del av svenska Pommern hade ökat kurfurstendömets kuststräcka och 1679 lett till upprättandet av en handelskammare i Stettin. Däremot hade grundläggningen av ett brandenburgskt ostindiskt kompani inte kommit till stånd trots härskarens många ansträngningar.

### Kolonin
Det blev återigen Raule som grep sig an verket. Han företog på egen bekostnad en färd till Afrika år 1680. I maj 1681 lyckades han sluta ett fördrag med tre inhemska hövdingar på Guineakusten. Enligt fördraget skulle hövdingarna avträda ett landområde så att en fästning kunde byggas där. De lovade också att endast bedriva handel med Brandenburg.
I mars 1682 grundades det brandenburgska afrikanska kompaniet. Det skulle under brandenburgsk flagga och kurfurstligt skydd bedriva handel på Guineakusten. Två brandenburgska fregatter avseglade dit. På nyårsdagen 1683 hissades Brandenburgs flagga vid De tre spetsarnes udde och kolonin fick namnet Gross Friedrichsburg. Man började genast bygga ett fort. Fördrag slöts med hövdingarna rörande besittningstagandet, och inom kort lades grunden till ett större fästningsverk.
År 1713 var fästningen försedd med 44 kanoner. Kolonialområdet utvidgades med Accada (nuvarande Akwidaa) och Takoradi, till vilkas skydd ytterligare två fästen byggdes. Kolonin blomstrade upp, men snart kom svåra fiender: febersjukdomar, fientliga afrikaner och avundsjuka holländare. År 1712 var endast 25 man kvar i kompaniets tjänst.
I början var ledningen delad mellan en militärbefälhavare och en högre handelstjänsteman, som dock 1685 ersattes av en generaldirektör. Vid hans sida stod ett rådskollegium. Fokus låg på handeln, som i början gav 152 procents vinst. Slavhandeln med afrikaner utgjorde grundvalen för hela företaget.

## Gross Friedrichsburgs guvernörer
- 1682–1683 Philipp Pietersen Blonck
- 1683–1684 Nathaniel Dillinger
- 1684–1686 Karl Konstantin von Schnitter
- 1686–1691 Johann Niemann
- 1691–1693 Johann Tenhoof
- 1693–1695 Jakob Tenhoof
- 1695–1697 Gijsbrecht van Hoogveldt
- 1697–1699 Jan van Laar
- 1699–1701 Jan de Visser
- 1701–1704 Adriaan Grobbe
- 1704–1706 Johann Münz
- 1706–1709 Heinrich Lamy
- 1709–1710 Frans de Lange
- 1710–1716 Nicholas Dubois
- 1716–1717 Anton Günther van der Menden
- 1717–1724 Jan Conny eller Johannes Conrad